# Manoir de Kerbalay
Le manoir de Kerbalay est un édifice situé à Kervignac, en France.

## Situation
Le manoir est situé sur le territoire de la commune de Kervignac, au lieu-dit Kerbalay, dans le département du Morbihan, en région Bretagne.

## Description
Une photographie ancienne montre la structure du logis disparu : élevé sur une terrasse à laquelle on accède par deux volées d'escalier convergentes, le logis possédait un plan double en profondeur d'après les deux cheminées établies sur la toiture et les deux travées des élévations latérales. L'élévation enduite, fortement architecturée par des chainages d'angle et des bandeaux était aspectée vers l'est. Ordonnancée, elle avait cinq travées, la travée centrale en avancée soulignée par une chaîne d'angle à bossages et un fronton triangulaire dans lequel s'inscrit un oculus. Dans la toiture brisée à croupes se logeait un étage de comble éclairé de lucarnes en pierre surmontée d'un étage de grenier. 
Il ne subsiste que le soubassement de la terrasse, en moyen appareil de pierre de taille, et son escalier. Le colombier est enduit, avec corniche à modillons en pierre de taille ; sa porte d'entrée se situe sur la face nord, dans la cour. Les autres ouvertures au sud, l'escalier sont des modifications modernes. La chapelle qui lui fait face sur le côté ouest de l'entrée est devenue un logement enduit à pièce unique. Une partie des hauts murs d'enclos en moellon est conservée.
Édifice construit en moellon de granite, un étage carré et un étage de comble, . Toiture  à longs pans recouverte d'ardoises, croupe et noue. Escalier de distribution extérieur : escalier symétrique, en maçonnerie.

## Histoire
Des fouilles au XIXe siècle ont révélé la présence dans les bois de Kerbalay de briques romaines et d'anciennes poteries, preuve que le lieu est d'occupation ancienne. Il est signalé comme manoir dans les premières réformations du domaine en 1427, appartenant à "Henry de Kermathaman et Jeanne de Kermarec sa femme, à cause d'elle". Le manoir est alors habité par un métayer, mais on y relève 'apparaissance d'hébergement, avec plusieurs vieilles mazières et une maison, et apparaissance de cheminée, avec courtils clos de murs et un beau bois', soit les attributs d'un lieu de manoir. Encore signalé en 1448, puis en 1536, il ne semble pas être habité par une famille noble, car il appartient à Louis Lucas, sieur de Kersalo. La réformation de 1666 le mentionne à nouveau comme lieu noble, "avec ses métairies", tandis qu'un aveu de 1653 décrit ses dépendances, avec chapelle, fuie (colombier), étang et moulins à eau et à vent. De ce manoir ne subsiste en 1837 (plan cadastral) que la distribution du plan masse, avec les murs d'enclos des jardins, la cour autour de laquelle se développaient les bâtiments, le manoir étant peut-être situé au nord. 
L'entrée par une porte charretière à l'état de vestiges, du XVe siècle, est bordée à l'est par le colombier, à l'ouest par la chapelle, les deux antérieurs au XVIIe siècle et aujourd'hui transformés en habitation. Le logis est reconstruit au cours du XVIIIe siècle, sous l'influence des travaux réalisés par Gabriel à Lorient : le plan cadastral de 1837, comme la photographie ancienne font apparaître un pavillon à travée centrale en avancée implanté sur une terrasse. Ce logis a été détruit pendant la Seconde Guerre mondiale, à l'exception de sa terrasse et de son escalier sur laquelle a été reconstruite une maison dans les années 1980. L'enclos est en partie conservé.
Il est inscrit à l'inventaire général du patrimoine culturel.